# On-Column-Injektion

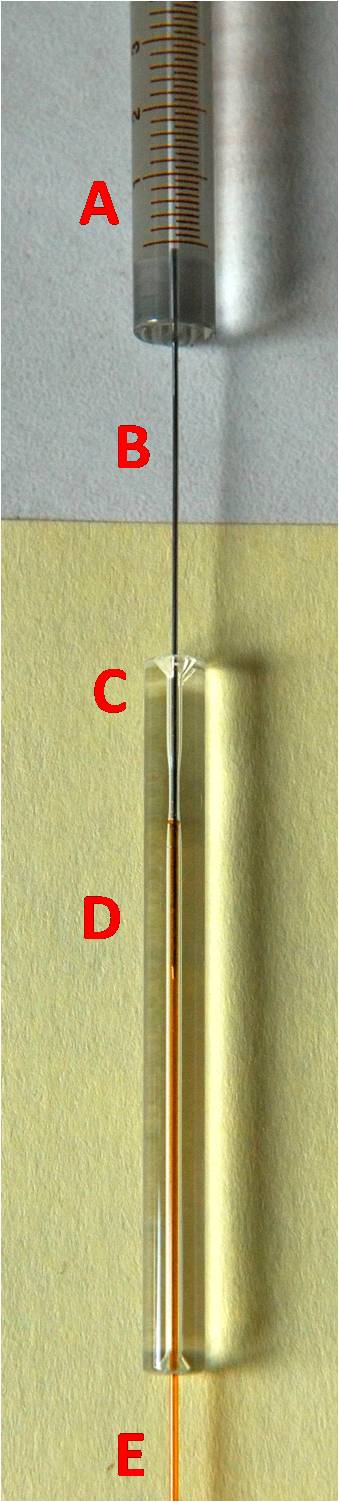
On-Column-Injektion: A:Injektionsspritze, B:Nadel, C:Liner/Insert mit Verengung zur Nadelführung, D:Nadelspitze in der Kapillarsäule, E:Trennsäule, gelb hinterlegt: Injektorkörper

Die On-Column-Injektion ist eine spezielle Injektionstechnik, die dazu dient, eine Analysenprobe in ein gaschromatographisches System einzuschleusen. Der Injektor ist bei der Injektion nicht beheizt; die Probe wird flüssig direkt in den Säulenanfang (On-Column) gespritzt. Diese Injektionsmethode wird bei der Analyse von Proben verwendet, die stark mit niedrig siedenden Lösungsmitteln verdünnt sind. Beim Einsatz von Kapillarsäulen erhält man sehr scharfe Peaks.

## Bauformen des Injektors

Schematische Darstellung des Einspritzvorgangs in einen On-Column-Injektor eines Gaschromatographs

Der Injektor kann entweder septumlos aufgebaut oder mit einem Septum aus elastischem Material versehen sein. Bei der septenlosen Variante wird der Einspritzkanal meist durch einen Schieber für die Injektion geöffnet und anschließend wieder verschlossen. Der Nachteil dieser Bauform liegt in der Schwierigkeit, eine vollständige Abdichtung herbeizuführen und bei der Injektion den Eintritt von Luft zu verhindern.
Alternativ ist ein Septum aus elastischem Material möglich, welches sich nach dem Herausziehen der Nadel selbsttätig verschließt. Bei diesem Verfahren können durch häufiges Einstechen der Spritzennadel Teilchen des Septums in die Säule gelangen, die die Analyse stören.

## Dimensionen der Kanülen und Kapillaren
Bei der Anwendung der On-Column-Injektionstechnik muss die Kanüle der Injektionsspritze in die Säule hineinragen, daher können Kapillarsäulen mit sehr kleinen Innendurchmessern nicht verwendet werden.
Die dünnsten On-Column-Nadeln besitzen einen Außendurchmesser von 0,17 mm. Für sie benötigt man eine Säule mit mindestens 220 μm Innendurchmesser. Allerdings sind Nadeln dieses Durchmessers nicht stabil genug, um ein Septum im Injektorkopf zu durchstoßen. In der Praxis verwendet man dann septumfreie Injektoren oder Spritzen mit 0,47 mm Außendurchmesser und Kapillaren mit 0,53 mm Innendurchmesser. Gelegentlich verwendet man auch Leersäulen (Retention Gap) zur Injektion, die mit der eigentlichen Trennsäule verknüpft sind und einen größeren Innendurchmesser als diese haben.

## Arbeitsweise
Das Lösungsmittel der Probe sollte im Idealfall einen Siedepunkt besitzen, der um bis zu 100 °C niedriger ist als der der Analyten. Die Probelösung muss sehr stark verdünnt sein, sonst kommt es zu deutlichen Überladungen der Säule (Overfloating). Konzentrationen von 0.001 bis 200 ppm pro Komponente sind zu bevorzugen. 
Die Injektion der Probelösung erfolgt direkt flüssig auf den Anfang der Säule. Meist liegt die Temperatur des Injektors und der Säule unterhalb des Siedepunkts des Lösungsmittels der Probe. Je nach Art des verwendeten Lösungsmittels kann es notwendig sein, den Injektor hierfür zu kühlen.
Die Analyten können am Säulenanfang konzentriert werden, indem eine Temperatur bei der Injektion gewählt wird, die nur wenig unterhalb des Siedepunkts des Lösungsmittels liegt. Dieses verdampft dann schon bei der langsam erfolgenden Injektion, die Analyten bleiben am Säulenanfang zurück. Durch diese Lösungsmittelfokussierung (Cold trapping) werden die Peaks schmäler und höher, so dass die Trennleistung steigt.
Anschließend wird der Injektor über ein Temperaturprogramm im Säulenofen aufgeheizt. Die maximale Ofentemperatur sollte dabei unterhalb des Siedepunktes der Probekomponenten bleiben.

### Vorteile
Da bei der On-Column-Injektion keine Verdampfung der Probe im Injektorraum mit anschließender Rekondensation am Säulenanfang wie bei der Split-/Splitlosen Injektion stattfindet, werden alle Probleme vermieden, die durch eine solche Umkondensation entstehen. Vor allem sind hier die Diskriminierung von hochsiedenden Komponenten und Zersetzungseffekte von instabilen Verbindungen bei hohen Temperaturen (wie thermisch induzierte Umlagerungen) zu nennen. Es können also Analyten aus einer Probe quantifiziert werden, die sich im Siedebereich stark unterscheiden (z. B. kurz- und langkettige Kohlenwasserstoffe).